# Língua kuria
Kuria é uma língua Bantu falada pelos Kurias do norte da Tanzânia, com alguns falantes também residentes no Quênia.

## Falantes
No Quênia é falada em 2016 por cerca de 738 mil pessoas. Existem cerca de 424.000 falantes principalmente nos distritos de Musoma e Tarime da região de Mara, no norte da Tanzânia. Há também cerca de 314 mil falantes da língua condados de Migori e Narok do sudoeste do Quênia.

## Outros nomes
Kuria também é conhecido como Egikuria, Ekikuria, Ikikuria, Kikuria, Kikuria cha Mashariki, Kikuria cha juu, Koria, Kulia, Kurya ou Kurye.

## Dialetos
Maho (2009) trata as variedades Simbiti, Hacha, Surwa e Sweta como línguas distintas.

## Escrita
A língua pode escrita com o alfabeto latino ou escrita árabe
| Caixa Alta  | A | B | Ch | E | Ë | G | H | I | K | M | N | Nd | Ny | Ng' | O | Ö | R | Rr | S | T | U | W | Y |
| Caixa Baixa | a | b | ch | e | ë | g | h | i | k | m | n | nd | ny | ng' | o | ö | r | rr | s | t | u | w | y |
| IPA         | a | β | t͡ʃ | e | ɛ | ɣ | h | i | k | m | n | n͡d | ɲ  | ŋ   | o | ɔ | ɾ | r  | s | t | u | w | j |

## Fonologia

### Consoantes
|                         | Bilabial | Alveolar | Palatal | Velar | Glotal |
| ----------------------- | -------- | -------- | ------- | ----- | ------ |
| Oclusiva                |          | t        |         | k     |        |
| Fricativa               | β        | s        |         | ɣ     | h      |
| Nasal                   | m        | n        | ɲ       | ŋ     |        |
| Vibrante Simples        |          | r        |         |       |        |
| Vibrante Múltipla       |          | ɾ        |         |       |        |
| Semiovogal              |          |          |         | j     |        |
| Oclusiva pré-nasalizada | m͡b       | n͡d       |         | ŋ͡g    |        |
| Africada                |          |          | t͡ʃ      |       |        |

### Vogais
|              | Raiz de língua avançada (+ATR) | Raiz de língua avançada (+ATR) | Raiz de língua avançada (+ATR) | Raiz de língua avançada e recuando\|-ATR | Raiz de língua avançada e recuando\|-ATR | Raiz de língua avançada e recuando\|-ATR |
| Anterior     | Central                        | Posterior                      | Anterior                       | Central                                  | Posterior                                |                                          |
| ------------ | ------------------------------ | ------------------------------ | ------------------------------ | ---------------------------------------- | ---------------------------------------- | ---------------------------------------- |
| Fechada      | i                              |                                | u                              |                                          |                                          |                                          |
| Meio Fechada | e                              |                                | o                              |                                          |                                          |                                          |
| Meio Aberta  |                                |                                |                                | ɛ                                        |                                          | ɔ                                        |
| Aberta       |                                |                                |                                |                                          | a                                        |                                          |

Todas as vogais contrastam em duração e podem ser curtas ou longas.